# Baltazar García Ros
Baltazar García Ros (Valtierra, Reino de España,  ca. 1670 - Buenos Aires, Río de la Plata, 18 de septiembre de 1740) era un militar navarro-español que llegó a ser maestre de campo y fue designado por el virrey como gobernador interino del Paraguay desde 1706 a 1707 y posteriormente, nuevamente en forma interina, como gobernador del Río de la Plata entre los años 1715 y 1717. Junto con el sargento mayor español Juan de Lacoizqueta que comandaba su tercio de santafecinos, reconquistaron Colonia de Sacramento en 1705, pero como gobernador rioplatense tuvo que devolverla a la Corona portuguesa en 1715. Combatió contra la segunda revolución comunera del Paraguay en 1724, siendo esta aplastada al año siguiente por el entonces gobernador Bruno Mauricio de Zabala.  

## Biografía
Baltazar García Ros había nacido hacia 1670 en Valtierra de Tudela del Reino de Navarra, que formaba parte de la Corona de España.
Se enroló joven en el ejército y participó en las campañas de Italia.
Posteriormente arribó a Buenos Aires en 1701 y allí le fue conferido el cargo de sargento mayor del presidio. Era un militar valiente que ha combatido con mucho éxito a los aborígenes charrúas y yaros.
En 1704, el entonces gobernador rioplatense Alonso Juan de Valdés e Inclán lo envió a una expedición militar para reconquistar la Colonia del Sacramento, por entonces ocupada por los portugueses.
Cumpliendo la orden del gobernador, marchó en octubre del citado año con 4.000 indios guaraníes que tras siete meses de asedio y gracias al tercio de santafecinos financiados y comandados por el sargento mayor navarro-español Juan de Lacoizqueta, capturó la fortaleza en marzo de 1705.
Por sus méritos en la conquista de Colonia de Sacramento, García Ros fue nombrado maestre de campo y luego sería designado interinamente por el virrey del Perú como gobernador del Paraguay en 1706 hasta el año siguiente, en que entregó el gobierno a su sucesor Manuel de Robles Lorenzana, y posteriormente, lo asignaron en el cargo nuevamente interino de gobernador del Río de la Plata desde el día 23 de mayo de 1715.
El día 4 de noviembre del mismo año citado, por orden de la Corte española, debió entregar Colonia al comisario portugués Gómez Barbosa y en el año 1717 le sucedería el nuevo gobernador titular Bruno Mauricio de Zabala.
En 1724 el virrey obispo Diego Morcillo Rubio de Auñón da la orden al maestre de campo García Ros para que salga de Buenos Aires con un ejército y vaya a combatir en la segunda revolución comunera del Paraguay que estaba comandada por el juez pesquisidor rebelde José de Antequera y Castro, devenido en gobernador por deponer al predecesor Reyes, aunque en un enfrentamiento entre ambos bandos en el río Tebicuary perdiera.
El nuevo virrey marqués José de Armendáriz mandó un ejército más poderoso, organizado en Misiones, pero esta vez comandado por el gobernador bonaerense Zabala quien provocó la huida de Antequera por la imposibilidad de ofrecer resistencia antes de que llegase, por lo cual se dirigió a Córdoba y luego pasó a Buenos Aires para convencer a la Audiencia pero ésta lo mandó a apresar. El gobernador Zabala había entrado a la ciudad de Asunción en abril de 1725 y nombraría como nuevo gobernador del Paraguay a Martín de Barúa.
Baltazar García Ros fallecería en Buenos Aires el día 18 de septiembre de 1740.